# Verbascum chrysorrhacos
Verbascum chrysorrhacos är en flenörtsväxtart som beskrevs av Pierre Edmond Boissier. Verbascum chrysorrhacos ingår i släktet kungsljus, och familjen flenörtsväxter. Inga underarter finns listade i Catalogue of Life.